# Annie Malone
Annie Minerva Turnbo Malone (9 de agosto de 1869 – 10 de maio de 1957) foi uma empresária, inventora e filantropa afro-americana. Ela foi uma das primeiras mulheres afro-americanas a se tornar milionária. Nas três primeiras décadas do século XX, ela fundou e desenvolveu uma grande e importante empresa comercial e educacional, centrada em cosméticos para mulheres afro-americanas.

## Biografia
Annie Minerva Turnbo nasceu no sul de Illinois, filha dos escravizados Robert e Isabella Turnbo Malone. Quando seu pai partiu para lutar pela União com a 1ª Cavalaria do Kentucky na Guerra Civil, Isabella pegou os filhos do casal e escapou de Kentucky, um estado de fronteira neutro que mantinha a escravidão. Depois de viajar pelo rio Ohio, encontrou refúgio em Metropolis, Illinois. Lá Annie Turnbo nasceu mais tarde, a décima de onze filhos.
Annie Turnbo nasceu em uma fazenda perto de Metropolis, no Condado de Massac, Illinois. Órfã em tenra idade, frequentou uma escola pública em Metropolis, antes de se mudar em 1896 para morar com sua irmã mais velha Ada Moody em Peoria. Lá, Annie cursou o ensino médio, tendo especial interesse em química. No entanto, devido a doenças frequentes, Annie foi forçada a se retirar das aulas.
Quando estava fora da escola, Annie ficou tão fascinada com os cabelos e com os cuidados com os cabelos que costumava praticar penteados com a irmã. Com experiência em química e cuidados com os cabelos, Turnbo começou a desenvolver seus próprios produtos para os cabelos. Na época, muitas mulheres usavam gordura de ganso, óleos pesados, sabão ou graxa de bacon para endireitar os cachos, o que danificava o couro cabeludo e os cabelos.

## Vida pessoal
No início dos anos 1900, Turnbo mudou-se com seus irmãos mais velhos para Lovejoy, agora conhecido como Brooklyn, Illinois. Ao experimentar cabelos e diferentes produtos para os cabelos, ela desenvolveu e fabricou sua própria linha de alisadores de cabelo não prejudiciais, óleos especiais e produtos estimulantes para as mulheres afro-americanas. Ela nomeou seu novo produto "Wonderful Hair Grower" Para promover seu novo produto, Turnbo vendeu o Wonderful Hair Grower em garrafas de porta em porta. Seus produtos e vendas começaram a revolucionar os métodos de tratamento capilar para todos os afro-americanos.
Em 1902, Turnbo mudou-se para um próspero St. Louis, onde ela e três assistentes contratados venderam seus produtos para o cabelo de porta em porta. Como parte de seu marketing, ela ofereceu tratamentos gratuitos para atrair mais clientes.
Em 1902 ela se casou com Nelson Pope; o casal se divorciou em 1907.

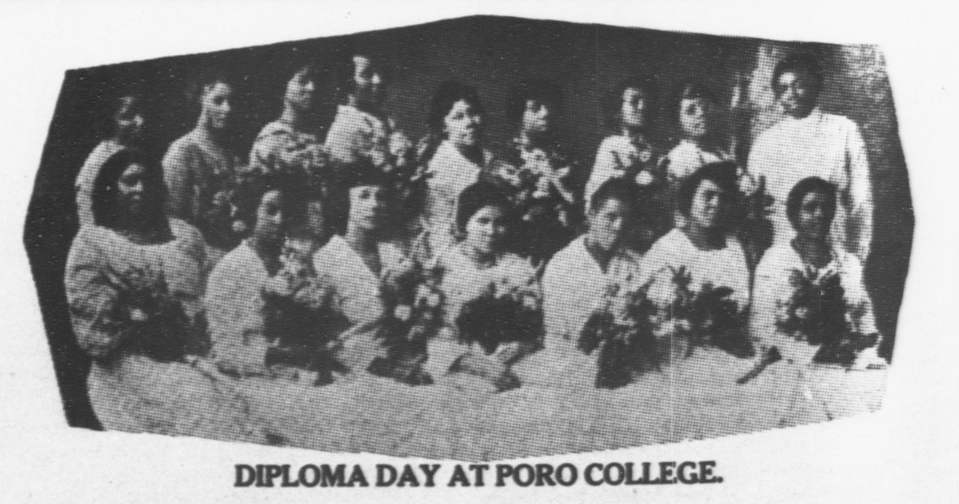
Dia do diploma no Poro College, 1920.

Em 28 de abril de 1914, Annie Turnbo se casou com Aaron Eugene Malone, ex-professor e vendedor de livros religiosos. A Turnbo Malone, que na época valia mais de um milhão de dólares, construiu uma instalação multiuso de cinco andares.

## Carreira
Devido à alta demanda por seu produto em St. Louis, Turnbo abriu sua primeira loja na 2223 Market Street em 1902. Ela também lançou uma ampla campanha publicitária na imprensa negra, realizou conferências de imprensa, visitou muitos estados do sul e recrutou muitas mulheres que ela treinou para vender seus produtos.
Uma de suas agentes de vendas, Sarah Breedlove Davis (que ficou conhecida como Madam C. J. Walker quando montou seu próprio negócio), operou em Denver, Colorado, até que um desentendimento levou Walker a deixar a empresa. Walker adotou a fórmula original de Poro e criou sua própria marca. Esse desenvolvimento foi um dos motivos que levaram a Turnbo a proteger seus produtos com o nome "Poro" por causa do que ela chamou de imitações fraudulentas e a desencorajar versões falsificadas. Poro foi uma combinação dos nomes casados de Annie Pope e sua irmã Laura Roberts. Devido ao crescimento de seus negócios, em 1910, Turnbo mudou-se para uma instalação maior na 3100 Pine Street.
Além de uma fábrica, continha instalações para uma faculdade de beleza, que ela chamou de Poro College. O edifício incluía uma fábrica, uma loja onde os produtos Poro eram vendidos, escritórios comerciais, um auditório para 500 lugares, salas de jantar e de reuniões, um jardim no telhado, dormitório, ginásio, padaria e capela. Serviu a comunidade afro-americana como um centro para funções religiosas e sociais.
O currículo da faculdade abordava todo o aluno; os alunos eram treinados em estilo pessoal para o trabalho: caminhar, conversar e um estilo de vestuário projetado para manter uma personalidade sólida. O Poro College empregou quase 200 pessoas em St. Louis. Através de seus negócios de escolas e franquias, a faculdade criou empregos para quase 75.000 mulheres na América do Norte e do Sul, África e Filipinas.
Na década de 1920, Annie Turnbo Malone havia se tornado multimilionária. Em 1924, ela pagou imposto de renda de quase US$ 40.000, supostamente o mais alto do Missouri. Embora extremamente rica, Malone viveu modestamente, dando milhares de dólares à YMCA negra local e à Faculdade de Medicina da Universidade Howard, em Washington, D.C.. Ela também doou dinheiro para o St. Louis Colored Orphans Home, onde atuou como presidente no conselho de administração de 1919 a 1943. Com sua ajuda, em 1922, o Home comprou uma instalação na 2612 Goode Avenue (que foi renomeada para Annie Malone Drive em sua homenagem).
O Orphans Home ainda está localizado no histórico bairro de Ville. Atualizada e ampliada, a instalação foi renomeada em homenagem ao empresário como o Centro de Serviços para Crianças e Famílias Annie Malone. Além de financiar muitos programas, Turnbo Malone garantiu que seus funcionários, todos afro-americanos, fossem bem pagos e tivessem oportunidades de avançar.
Seu negócio prosperou até 1927, quando o marido pediu o divórcio. Tendo atuado como presidente da empresa, ele exigiu metade do valor do negócio, com base em sua alegação de que suas contribuições haviam sido parte integrante de seu sucesso. O processo de divórcio forçou o Poro College a receber uma ordem judicial. Com o apoio de seus funcionários e figuras poderosas como Mary McLeod Bethune, ela negociou um acordo de US $ 200.000. Isso a afirmou como a única proprietária do Poro College, e o divórcio foi concedido.
Após o divórcio, Turnbo mudou a maior parte de seus negócios para South Parkway, em Chicago, onde comprou um quarteirão inteiro. Outros processos seguidos. Em 1937, durante a Grande Depressão, um ex-funcionário entrou com uma ação, também reivindicando crédito pelo sucesso de Poro. Para arrecadar dinheiro para o acordo, Turnbo Malone vendeu sua propriedade em St. Louis. Embora muito reduzido em tamanho, seus negócios continuaram a prosperar.

## Morte e legado
Turnbo foi nomeada membro honorário da irmandade Zeta Phi Beta e recebeu um diploma honorário da Universidade Howard.
Em 10 de maio de 1957, Annie Turnbo sofreu um derrame e morreu no Hospital Provident de Chicago. Sem filhos, ela deixara seus negócios e restara fortuna para suas sobrinhas e sobrinhos. No momento de sua morte, sua propriedade era avaliada em US$ 100.000.
Uma versão fictícia de Malone é retratada pela atriz britânica Carmen Ejogo na minissérie da Netflix de 2020 Self Made. Nesta versão, a personagem é renomeada para Addie Munroe.

### Documentário
Turnbo é apresentada no documentário de 2019 da Bayer Mack, No Lye: An American Beauty Story, que narra a ascensão e o declínio da indústria de beleza étnica de propriedade dos negros.

## Ligações Externas
- Annie Malone (em inglês) no Find a Grave [fonte confiável?]